# Universidad de Miskolc
La Universidad de Miskolc (antes de 1990: Universidad Técnica de Industria Pesada) es la universidad más grande del norte de Hungría.

## Ubicación
La mayoría de los edificios se encuentran en Egyetemváros ("Ciudad Universitaria"), enclavada en la ciudad de Miskolc. Su área es aproximadamente de 850,000 metros cuadrados. El Béla Bartók (Instituto de Música), que se convirtió en una facultad de la universidad en 1997, se encuentra en el centro de la ciudad universitaria, en el llamado Palacio de la Música. El Comenius, otra facultad, llamada así por Juan Amos Comenio, profesor reformista ilustre del siglo XVII, actualmente la Facultad de Pedagogía, se encuentra en  Sárospatak.

## Datos históricos
La universidad se estableció por decreto parlamentario en 1949. Es la sucesora  de la Universidad de Minería y Metalurgia de Selmecbánya (establecida en 1735), la cual fue una de las primeras escuelas laicas en el Imperio Habsburgo. Después del Ausgleich el nombre del Selmecbánya se cambió a Academia Real húngara de Minas y Silvicultura.
Cuándo Hungría perdió sus territorios del norte a Checoslovaquia después del Tratado de Trianon, la Academia se trasladó de Selmecbánya (ahora Banská Štiavnica, Eslovaquia) a Sopron.
Durante la época socialista de Hungría, el norte del país se convirtió en una zona industrial importante. El gobierno decidió tener un centro universitario en Miskolc, la ciudad más grande de la región. La construcción empezó en 1950. La Universidad de Miskolc tuvo el nombre del dirigente comunista Mátyás Rákosi en aquel tiempo. 
De 1969 a 2000 la Universidad de Metalurgia de Dunaújváros perteneció a la universidad.
Durante los 1980s la universidad previamente dedicada a materias relacionadas con la industria pesada empezó a cambiar su perfil. Primero se creó una facultad de derecho y después una de economía. El nombre de la universidad se cambió de Universidad Técnica de Industria Pesada a Universidad de Miskolc. La facultad de artes se integró en 1992, y el Instituto de Música (fundado en 1904)  se unió la universidad en 1997.
El Comenius, la universidad pedagógica, que se había unido a la universidad en el año 2000, tiene en sí misma una rica y larga historia:  fue fundada en 1531 como una de las primeras universidades protestantes del país, y donde  el profesor checo Comenius dio cátedra en el siglo XVII.
Actualmente la Universidad de Miskolc tiene más de 100 facultades, aproximadamente 850 profesores y más de 15.000 estudiantes.

## Facultades
- Facultad de Ciencias de la Tierra e Ingeniería (1735)
- Facultad de Materiales e Ingeniería Metalúrgica (1735)
- Facultad de Información, Ingeniería Mecánicas y Ciencias (1949)
- Facultad de Derecho (1980)
- Facultad de Economía (1987)
- Facultad de Artes (1992)
- Bartók Béla Instituto de Música (1904/1997)
- Comenius Universidad de formación Académica (1531/2001)
- Facultad de Salud (1985/2005)